# Malchow
Malchow es un municipio situado en el Distrito de los Lagos de Mecklemburgo, en el estado federado de Mecklemburgo-Pomerania Occidental (Alemania). Tiene una población estimada, a fines de enero de 2023, de 6512 habitantes.